# Ancienne guerre de Zurich
Pour les articles homonymes, voir Zurich (homonymie).
L’Ancienne guerre de Zurich (Alter Zürichkrieg en allemand) est un conflit qui a opposé le canton de Zurich aux sept autres cantons suisses de la Confédération entre 1440 et 1446. Les causes de la guerre sont liées à la succession du comté de Toggenburg après la mort en 1436 du dernier comte, Frédéric VII de Toggenbourg et l'alliance entre Zurich et les Habsbourg. La paix sera rétablie entre 1446 et 1450, date à laquelle la paix d'Einsiedeln mettra officiellement un terme au conflit.

## Contexte
Zurich cherche à s'étendre, et se tourne vers l'est, en rivalité avec Schwytz.

## Début des hostilités
Le 30 avril 1436, le comte Frédéric VII de Toggenbourg décède et ne laisse aucun testament écrit. Le canton de Zurich, dirigé par le bourgmestre Rudolf Stüssi, réclame le territoire du Toggenburg qui s'étend à l'est de Zurich, de la Thurgovie à Glaris. Les cantons de Schwytz et Glaris, appuyés par les autres cantons confédérés, font de même. En 1438, Zurich annexe la zone convoitée et bloque l'approvisionnement en céréales des deux autres prétendants. En 1440, Zurich est expulsée de la Confédération et la guerre est déclarée. Pour tenter de renverser la situation, les Zurichois concluent une alliance avec Frédéric III du Saint-Empire de la maison des Habsbourg.

## Batailles
Le 22 juillet 1443, les troupes zurichoises sont vaincues lors de la bataille de St. Jakob an der Sihl et le bourgmestre de Zurich, Rudolf Stüssi est tué. La campagne zurichoise est ravagée, et un siège infructueux est mené devant Rapperswil. Cependant, un armistice est trouvé, et dure d'août 1443 à avril 1444.
Frédéric III demande à Charles VII d'attaquer les Confédérés. Le roi de France envoie en renfort, via Bâle en direction de Zurich, environ 30000 mercenaires armagnacs sous le commandement du Dauphin. Lors de la bataille de la Birse près de Bâle le 26 août 1444, un contingent de 1600 Suisses subit de lourdes pertes mais inflige des dégâts encore plus importants parmi les rangs français qui dénombrent 2 000 morts. Le Dauphin décide de se retirer de Suisse.
En mai 1444, les Confédérés assiègent la ville de Greifensee (alors en main zurichoise) et procèdent à l'exécution de la soixantaine de militaires qui gardaient la citadelle. La cruauté du massacre de Greifensee a un retentissement qui dépasse les frontières cantonales.

## Résolution de la guerre
En mars 1446, après la bataille de Ragaz, les belligérants sont exténués par la guerre civile et une paix préliminaire est conclue. Un cessez-le-feu fut conclu le 12 juin 1446. Le 13 juillet 1450, la paix d'Einsiedeln est signée. Zurich récupère presque toutes ses possessions et réintègre la Confédération mais doit en contrepartie mettre un terme à son alliance avec l'Autriche.
La guerre eut pour conséquence de renforcer la Confédération en tant qu'entité politique qui n'allait plus admettre des tendances séparatistes de la part de l'un de ses membres. Pour l'historien Thomas Maissen, « La Confédération est devenue une alliance exclusive, et fixe, seulement après l’Ancienne Guerre de Zurich en 1450 ».